# Sejm Krajowy Bukowiny

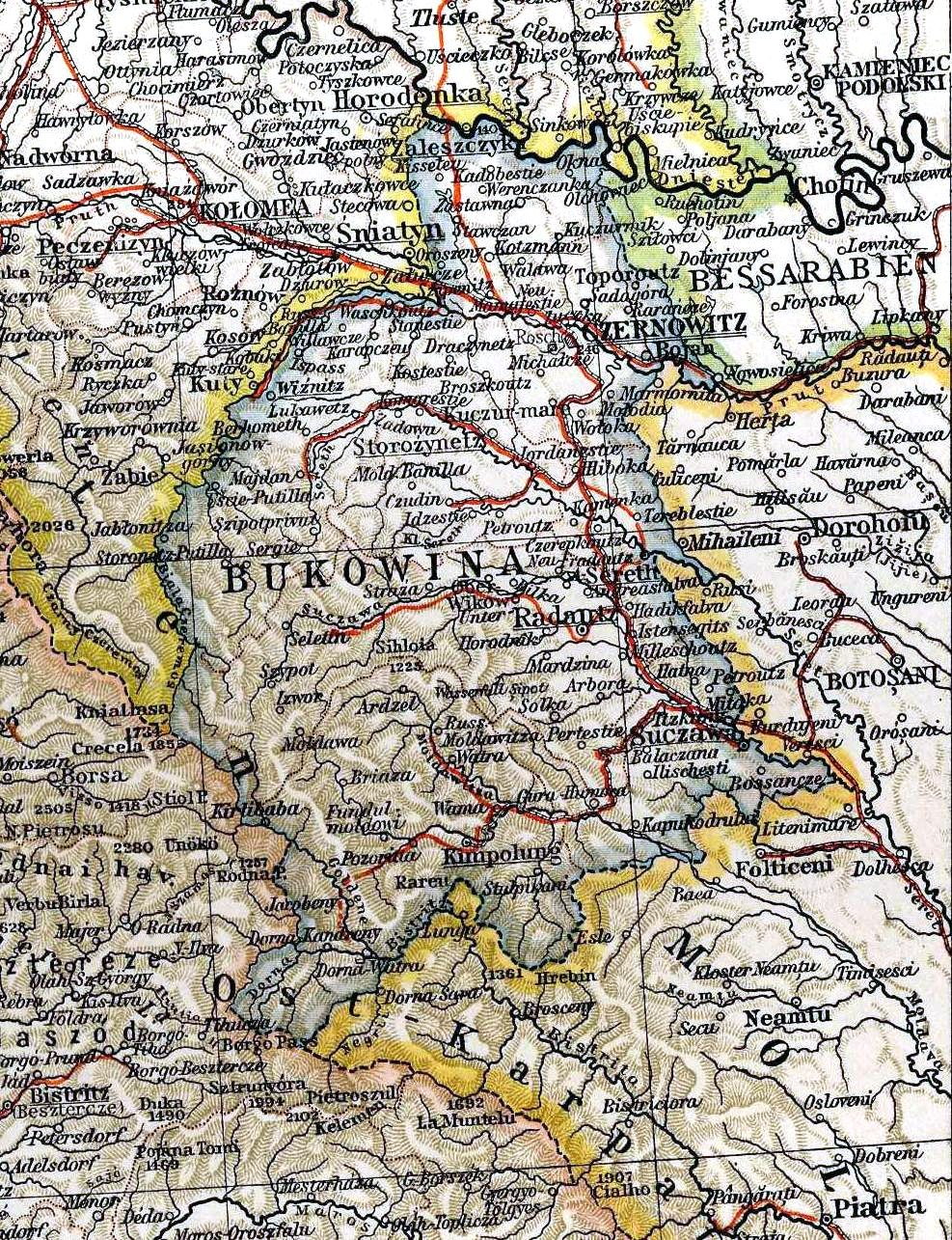
Mapa Bukowiny z 1901

Sejm Krajowy Bukowiny (Bukowiński Sejm Krajowy) – sejm krajowy, działający w Księstwie Bukowiny od 1861 do 1918.
Składał się z 31 posłów. Obrady prowadzono w języku niemieckim, ruskim, i rumuńskim.

## Organizacja
Od 1867 roku wybierano 31 posłów na 6-letnią kadencję. Wybory odbywały się w 4 kuriach: I (wielkich właścicieli ziemskich, 10 posłów), II (izby handlowo-przemysłowej, 2 posłów), III (wielkich miast, 5 posłów), IV (wiejskiej, 12 posłów, w IV kurii były to wybory dwustopniowe). Oprócz tego posłami-wirylistami byli urzędujący prawosławny metropolita bukowiński oraz rektor Uniwersytetu Czerniowieckiego.
Sejm spotykał się nie rzadziej niż na jedną sesję w roku, i pracował kilka tygodni. Sejmem kierował marszałek krajowy (w razie jego nieobecności – zastępca). Marszałek przewodniczył również Wydziałowi Krajowemu, w skład którego wchodziło oprócz niego 4 posłów (jeden z I kurii, jeden z drugiej i trzeciej, jeden od czwartej, i jeden od wszystkich kurii). Marszałek krajowy był wyznaczany przez cesarza spośród posłów zaproponowanych przez krajowego prezydenta.

## Marszałowie Sejmu
- Eugeniusz (Hakmann) (1861–1864)
- Eudoxius von Hormuzaki (1864–1870)
- Freiherr Alexander Wassilko von Serecki (1870–1871)
- Eudoxius von Hormuzaki (1871–1874)
- Anton Kochanowski von Stawczan (1874–1884)
- Freiherr Alexander Wassilko von Serecki (1884–1892)
- Johann von Lupul (1892–1904)
- Graf Georg Wassilko von Serecki (1904–1911)
- Alexander von Hormuzaki (1911–1918)

## Literatura
- Henryk Wereszycki: Historia Austrii. Wrocław, 1986.
- Bukowyna. Istorycznyj narys. Czerniowce, 1998. ISBN 966-7354-00-8. (ukr.)